# 格爾比納希鄉 (布澤烏縣)
45°4′41″N 26°56′08″E / 45.07806°N 26.93556°E
格爾比納希鄉（羅馬尼亞語：Comuna Gălbinași, Buzău），是羅馬尼亞的鄉份，位於該國東南部，由布澤烏縣負責管轄，面積77平方公里，海拔高度78米，2007年人口4,106，人口密度每平方公里53人。